# Jezioro Zuryskie
Jezioro Zuryskie (niem. Zürichsee; nieoficjalnie: fr. Lac de Zurich, ret. Lai da Turitg, wł. Lago di Zurigo) – jezioro polodowcowe w Szwajcarii. Położone w północno-wschodniej części kraju u podnóża Alp Glarneńskich. Zlewisko ma 1829 km². Na wschód znajdują się dwa mniejsze jeziora: Greifensee oraz Pfäffikersee.
Jezioro było pokryte lodem w następujących latach:
- 1223, 1259, 1262
- 1407, 1491
- 1514, 1517, 1573
- 1600, 1660, 1684, 1695
- 1709, 1716, 1718, 1740, 1755, 1763, 1789
- 1830, 1880, 1891, 1895
- 1929, 1963